# Camponophilus
Camponophilus is een geslacht van rechtvleugeligen uit de familie mierenkrekels (Myrmecophilidae). De wetenschappelijke naam van dit geslacht is voor het eerst geldig gepubliceerd in 1995 door Ingrisch.

## Soorten
Het geslacht Camponophilus  is monotypisch en omvat slechts de volgende soort:
- Camponophilus irmi (Ingrisch, 1995)